# 拉赫尼夫卡 (海辛區)
48°46′59″N 29°32′47″E / 48.78306°N 29.54639°E
拉赫尼夫卡（烏克蘭語：Рахнівка），是烏克蘭的村落，位於該國西南部文尼察州，由海辛區負責管轄，處於拉赫尼揚卡河畔，始建於1740年，面積1.65平方公里，海拔高度237米，2001年人口604。